# Ассинор, Марк
Марк Ассино́р Осе́й (англ. Mark Assinor Osei; род. 13 июля 2000, Аккра) — ганский футболист, нападающий клуба ЛНЗ.

## Биография
Родился 13 июля 2000 года в Гане. Футболом начал заниматься на родине, где выступал за «Черити Старз». В раннем возрасте решил попробовать свои силы за границей, переехал в Польшу. В конце августа 2019 года подписал контракт с низколиговой «Железянкой» (Залесье). В начале июля 2020 года перебрался в ЛКС «Сокула» (Коцмижув) из четвёртой лиги Польши, где провёл два сезона. В сезоне 2021/22 годов проявил бомбарирский талант, отличился 20-ю голами.
В середине июля 2022 года стал игроком краковского «Хутника». В футболке краковского клуба дебютировал 31 июля 2022 года в ничейном (0:0) домашнем поединке 3-го тура Второй лиги Польши против «Ястжебья». Марк вышел на поле в стартовом составе и отыграл весь матч. Первым голом за «Хутник» отличился на 76-й минуте победного (6:0) домашнего поединка 4-го тура Второй лиги Польши против «Сярки» (Тарнобжег). Ассинор вышел на поле в стартовом составе и отыграл весь матч. В первой половине сезона 2022/23 годов провел 14 матчей во Второй лиге и отличился 3-мя голами.
В январе 2023 года отправился на пересмотр в «Гарбарню». Сыграл в двух товарищеских матчах, против «Брук-Бет Термалики» и резервной команды «Ракува». По результатам просмотра, в конце января 2023 года заключил с краковским клубом полугодовое арендное соглашение. В футболке краковского клуба дебютировал 24 февраля 2023 года в проигранном (0:3) выездном поединке 20-го тура Второй лиги Польши против «Погони» (Седльце). Марк вышел на поле в стартовом составе, на 49-й минуте получил желтую карточку, а на 60-й минуте его заменил Матеуш Новак. Первым голом за «Гарбарню» отличился 4 марта 2023 года на 76-й минуте ничейного (1:1) домашнего поединка 21-го тура Второй лиги Польши против клуба «Стомиль». Ассинор вышел на поле в стартовом составе и отыграл весь матч, а на 62-й минуте получил желтую карточку. Во второй половине сезона 2022/23 годов отличился 6-ю голами в 13-ти матчах Второй лиги.
В середине июля 2023 года свободным агентом усилил «Железиарне». Дебютировал за новую команду 20 августа 2023 года в проигранном (0:2) выездном поединке 4-го тура словацкой Суперлиги против трнавского «Спартака». Марк вышел на поле на 61-й минуте вместо Рене Парая. Первым голом за подберезовскую команду отличился 23 августа 2023 года на 27-й минуте победного (12:0) выездного поединка кубка Словакии против «Татрана» (Черный Балог). Первым голом в чемпионате Словакии отличился 3 сентября 2023 на 78-й минуте проигранного (2:3) выездного поединка 6-го тура против братиславского «Слована». Ассинор вышел на поле на 59-й минуте вместо нигерийца Ридвана Сануса. В сезоне 2023/24 годов сыграл 28 матчей (6 голов) в чемпионате Словакии и 4 матча (1 гол) в кубке Словакии.
В начале июля 2024 года подписал контракт с ЛНЗ. По данным интернет-портала Transfermarkt словаки получили компенсацию в размере 230 000 евро.